# Língua yanomam
Yanomam (ou Yanomae, Yanomama, Yanomami) é uma língua da família linguística ianomâmi. É falada pelos ianomâmis, nas regiões nordeste e noroeste do Brasil. A maior parte dos falantes é monolíngue.

## Povos Yanomami
Alguns povosYanomam:
- Palimiu thëripë
- Wakathau thëripë
- Watorikɨ thëripë
- Yanomam do Rio Toototopi
- Maraxiu thëripë (em Haxiú e Papiú)
- Xaatha thëri (Alto Catrimani)
- Homoxi e Yaritha

## Vocabulário
Alguns nomes de plantas e animais na língua yãnomamè: 
| Yãnomamè            | glosa |
| ------------------- | --- |
| amotha              | paca (Agouti paca) |
| anima               | curica (Pionopsitta barrabandi) |
| apiahi              | abiurana-branca |
| apiari              | tracajá (Podocnemis unifilis) |
| apinakè             | urtiga |
| arahaanimè          | arara-amarela ou arara-canindé (Ara ararauna) |
| arari               | garça (Egretta sp.) |
| ara uxirimè         | esp. de arara (Ara sp.) |
| ara wakrimè         | arara-vermelha ou ararapiranga (Ara sp.) |
| aria                | taioba (Colocasia antiquorum) |
| arỳarỳmèkoxi        | esp. de araçari, ave da família Ramphastidae |
| ayõkora             | japim-amarelo (Icterus sp.) |
| ehamèuna            | galo-da-serra (Rupicola rupicola) |
| èkèma               | esp. de pica pau, ave da família Picidae |
| rapokasi            | casca do fruto do cumaru; e usada como alisador na fabricaçao da panela                                                                            |
| harana              | pirarara (Phractocephalus hemioliopterus) |
| hawari              | castanha-do-pará |
| haximo              | inambu-galinha (Tinamus sp.) |
| haya                | veado (Mazama americana) |
| hayana              | carapanã-vermelho, inseto da família Culicidae |
| hera                | jupará (Potos flavus) |
| hetu                | jibóia (Boa constrictor) |
| hewanahi            | pau-rainha |
| hewesi              | morcego |
| heỳmasi             | anambé-azul (Cotinga cayana) |
| hihouna, hiyõuna    | bicho-de-pé (Tunga penetrans) |
| hiima               | cachorro |
| hikomo              | batata-doce (Ipomoea batatas) |
| hoari               | irara (Eira barbara) |
| hopè                | ouriço-cacheiro, cuandu (Coendou sp.) |
| horama              | esp. de inambu, ave da família Tinamidae |
| horema              | verme, minhoca, lombriga (Ascaris lumbricoides) |
| horeto              | rolinha, ave da família Columbidae |
| hutumè              | udu ou juruva (Momotus momota) |
| hutusikè            | planta de mandioca |
| imikè pesirimè      | centopeia, lacraia, piolho-de-cobra, escolopendra                                                                                                  |
| iro                 | guariba (Alouatta sp.) |
| iwari               | esp. de jacaré, réptil da família Crocodylidae |
| ixaro               | japim-vermelho |
| ixinaemakè          | bacaba |
| iyo                 | esp. de jacaré, réptil da família Crocodylidae |
| kaihirima           | jararaca (Bothrops atrox) |
| kana                | ariranha (Pteronura brasiliensis) |
| kaniuna             | esp. de esquilo, mamífero da família Sciuridae |
| kaokao              | esp. de gavião, ave da família Accipitridae |
| kawahi              | poraquê (Electrophorus electricus) |
| kayũ                | capivara (Hydrochoerus hydrochaeris) |
| kesekamè            | esp. de gafanhoto |
| koaaxana            | esp. de timbó cultivado |
| koaaxihi            | mamique; as folhas servem para se pintar de roxo                                                                                                   |
| koamai koko         | esp. de mandioca (Manihot sp.) |
| koanareahi          | jamacim de folha de patauá |
| koanaremasi         | madeira de patauazeiro |
| koanaremasihi       | patauazeiro |
| koatomè             | esp. de papagaio, ave da família Psittacidae |
| koayõmè             | bacurau, ave da família Caprimulgidae |
| koixoimè            | esp. de gavião, ave da família Accipitridae |
| kono                | maguari, ave da família Ardeidae |
| kopỳ                | piracucu, peixe da família Belonidae |
| korai               | anzol |
| koratha             | banana |
| kori                | japu (Icterus sp.) |
| korihanahi          | imbaúba, embaúba |
| koromani            | coró-coró (Mesembrinibis cayennensis) |
| kreomani            | esp. de tucano (Ramphastos sp.) |
| krukukumna          | coruja, ave da família Strigidae |
| kuremè              | jacu (Penelope sp.) |
| kúriti              | surubim (Pseudoplatystoma fasciatum) |
| kuukuumoxi          | esp. de macaco-da-noite (Aotus trivirgatus) |
| maahi               | juruparana; na mitologia e a arvore da chuva |
| maimasihi           | açai |
| manaka              | paxiubinha |
| manu                | mutum-da-bunda-vermelha (Mitu mitu) |
| mapi                | muxiua, larva de inseto da família Curculionidae                                                                                                   |
| maraxi              | cujubim (Pipile cujubi) |
| marurumè            | pacu, peixe da família Characidae |
| masi                | cipó-titica |
| mathotho mokỳ       | fruto de tuna, espécie de cipó |
| mauhenahani         | pavãozinho-do-pará (Eurypyga helias) |
| maxapi              | traíra (Hoplias sp.) |
| mayè̃pè              | tucano-de-peito-branco (Ramphastos sp.) |
| miremanikoxi        | esp. de araçari, ave da família Ramphastidae |
| mohumè              | gavião-real (Harpia harpyja) |
| moro                | esp. de tatu, mamífero da família Dasypodidae |
| moxa                | esp. de bichinho que cria bicheira |
| mro                 | esp. de mosca |
| nahanakè            | esp. de gafanhoto |
| nakè wáxara         | pirandirá (Hydrolycus pectoralis) |
| nara                | urucu (Bixa orellana) |
| nara uxirimè u      | tinta preta feita com resina de jutaí e óleo de copaíba                                                                                            |
| naro                | mucura, gambá, mamífero da família Didelphidae |
| nasisi              | maniva |
| naxihi              | beiju |
| naxikoko            | mandioca |
| noma                | piolho |
| okanitho            | sucuriju (Eunectes murinus) |
| okorasisi           | madeira de najá; tala de najá; é usada para furar o beiço                                                                                          |
| okosi               | madeira de bacaba; borduna feita dessa madeira |
| okosihi             | bacabeira |
| omnamaxihisi        | casca de sorvão; ralo feito dessa casca |
| opo                 | tatu-galinha (Dasypus novemcinctus) |
| orokotho            | esp. de cabaça, da família Cucurbitaceae |
| oru                 | cobra |
| paa                 | ubim (Geonoma paniculigera); as folhas sao usadas para cobrir a maloca                                                                             |
| paari               | mutum-da-bunda-branca (Crax fasciolata) |
| paho                | rato, mamífero da família Cricetidae |
| pareamè             | banana-comprida |
| patataohi           | cumaru, da família Leguminosae |
| paxaahi             | jamacim de folhas de palmeiras |
| paxo                | coatá ou macaco-preto (Ateles paniscus) |
| peenehe             | tabaco |
| pinimèhi            | esp. de capim (Andropogon bicornis); brincos e hastes para os furos labiais feitos desse capim                                                     |
| pirimèahu           | pirilampo, vaga-lume |
| pókara              | inambu-uru, ave da família Tinamidae |
| poko                | galho; braço |
| porohi              | cacaueiro (Theobroma cacao) |
| porona              | fruto do cacaueiro |
| potoma              | mosca comum |
| poxe                | caititu, catetu (Tayassu tajacu) |
| prerema             | surucucu |
| prika               | pimenta-malagueta |
| puruusi             | cana de açúcar |
| puu                 | esp. de abelha |
| puu nasi            | cera de abelha |
| puu u               | mel |
| pysa                | tartaruga (Podocnemis expansa) |
| pỳtỳ                | baiacu, peixe da família Tetraodontidae, é venenoso; satisfeito, farto, cheio, de barriga cheia                                                    |
| pỳtỳrima            | mamão |
| raasasi             | madeira de pupunheira |
| raasasihi           | pupunheira (Guilielma gasipaes) |
| raasasikè           | pupunhal |
| raasihi             | arco de pupunheira; arco |
| rasima              | barata |
| raxa                | pupunha |
| riye                | carapanã, inseto da família Culicidae |
| riyõkoxi            | buriti |
| rokoroko            | mamão |
| romihipè            | louva-a-deus, inseto da família Mantidae; magro, sem gordura                                                                                       |
| ruapè               | piquiá |
| sarakasi            | cana (Gynerium sagittatum); é usada para fazer flechas                                                                                             |
| saramasèhana        | arumã |
| seiseiunahi         | envira-preta |
| seisi               | designação comum a várias espécies de pássaros |
| serausi             | mutuca |
| setapasi            | esp. de carrapato |
| sihe                | escorpião, lacrau |
| simotori            | serra-pau, inseto da família Cerambycidae |
| siomani             | martim-pescador, ave da família Alcedinidae |
| soomosihi           | mumbaca; a tala central das folhas e usada pelas mulheres como enfeite no nariz                                                                    |
| soromosèhana        | pacavira |
| taki                | piranha-preta (Serrasalmus rhombeus) |
| tèpè                | tamanduá-bandeira (Myrmecophaga tridactyla) |
| tixo                | beija-flor, ave da família Trochilidae |
| tohi                | esp. de escorpião |
| tomèhiko            | esp. de cabaça; e usada como caneco ou recipiente                                                                                                  |
| tori                | esp. de carrapato |
| totori              | jabuti-com-manchas-amarelas (Geochelone denticulata)                                                                                               |
| tototomèna          | rato-coró ou rato-toró (Dactylomys dactylinus) |
| tukunare            | tucunaré (Cichla sp.) |
| tureke              | sacupema, sapupema; raiz que cresce ao lado da base de algumas árvores, formando em volta de las divisões a chatadas altas até mais de dois metros |
| tỳhỳ                | onça (Felis onca) |
| tỳhỳna              | formiga-de-fogo, inseto da família Formicidae. |
| tỳhỳ tỳhỳnimè       | onça-pintada (Felis onca) |
| tỳhỳ warapèkoxirimè | onça-vermelha (Felis concolor) |
| thomỳ               | cutia (Dasyprocta aguti) |
| thóothotho uxi      | cipó-preto; é usado para fazer desenhos nos cestos                                                                                                 |
| thuwèmamokỳ         | esp. de batatinha afrodisíaca (Cyperus sp.) |
| thuwènaaka          | esp. de batatinha afrodisíaca (Dioscorea sp.) |
| ukuxi               | designação comum a varias espec1es e piuns, insetos da família Simuliidae                                                                          |
| uxipinima           | banana-roxa |
| wahaakè             | cará (Dioscorea sp.) |
| waka                | tatu-canastra (Priodontes maximus) |
| wakatoxi            | jabuti-com-manchas-vermelhas |
| wákoxo              | tição |
| wana u              | jandiá, peixe da família Pimelodidae |
| warapè koko         | resina de jutaí; se mistura com urucu para fazer uma tinta                                                                                         |
| ware                | queixada (Tayassu pecari) |
| wareakoxi           | caranguejeira |
| waromỳkỳkè          | esp. de cobra (Bothrops sp.) |
| wasikana            | jacuruaru, tejuaçu, lagarto (Tupinambis teguixin)                                                                                                  |
| wátỳpè              | urubu (Coragyps atratus) |
| wátỳpè aurimè       | urubu-rei (Sarcoramphus papa) |
| wátỳpè rihinirimè   | urubu-de-cabeça-amarela (Cathartes burrovianus) |
| wáxoro              | cutiara (Myoprocta sp.) |
| wayapaxi            | coatipuru, mamífero da família Sciuridae |
| wérehe              | esp. de papagaio, ave da família Psittacidae |
| weri                | esp. de jacaré, réptil da família Crocodylidae |
| wétemo              | maracanã (Ara sp.) |
| witatirimèkoko      | macaxeira (Manihot sp.) |
| wỳxa                | cuxiú (Chiropotes sp.) |
| wỳỳ                 | esp. de paneiro, de cipó-titica, com malha fechada                                                                                                 |
| xahaesi             | mutuca-do-cabo-verde |
| xama                | anta (Tapirus terrestris) |
| xaxana              | cigana (Opisthocomus hoazin) |
| xéremo              | esp. de veado, mamífero da família Cervidae |
| xiho                | tocandira, tocandeira, inseto da família Formicidae                                                                                                |
| xíkima              | esp. de periquito, ave da família Psittacidae |
| xinau, xinaru       | algodão |
| xinaruuhi           | planta do algodão (Gossypium sp.) |
| xiro                | andorinha, ave da família Hirundinidae |
| xiyãaxi             | designação comum a várias espécies de borboletas                                                                                                   |
| xoko                | mambira (Tamandua tetradactyla) |
| xỳmỳ                | esp. de preguiça, mamífero da família Bradypodidae; incestuoso                                                                                     |
| xỳỳhu               | socó-boi, camarão, ave da família Ardeidae |
| yako                | esp. de micose |
| yakoanahi           | esp. de árvore (Virola theiodora); a casca serve para fazer yakoana                                                                                |
| yãmaamo             | abacaxi |
| yãmaasi             | corda de curauá |
| yãmaraahi           | planta de curauá |
| yaosi               | maracajá (Felis pardalis) |
| yãpi                | jacamim (Psophia sp.) |
| yarimè              | cairara (Cebus albifrons) |
| yarỳxe              | quati (Nasua nasua) |
| yawere              | esp. de preguiça, mamífero da família Bradypodidae; preguiçoso, lento; torto                                                                       |
| yaweresi            | esp. de gavião, ave da família Accipitridae |
| yoasi               | pano-branco, esp. de micose |
| yõno                | milho |
| yõnomosi            | esp. de gavião, ave da família Accipitridae |
| yoropori            | lagarta-do-tabaco |
| yuri                | peixe |